# Arnia nervosalis
Arnia nervosalis là một loài bướm đêm trong họ Crambidae. Chúng là loài duy nhất trong chi Arnia, thường được tìm thấy ở Pháp, Tây Ban Nha, Bồ Đào Nha và ở Corsica, Sardinia, Sicily, as well as in North Africa, including Algeria and Morocco.